# Neocrex
Neocrex là một chi chim trong họ Rallidae.